# Hans Welin
Hans Folke Welin, född 27 februari 1945 i Danderyd, är en svensk filmfotograf.

## Filmfoto i urval
- 1971 – Maid in Sweden
- 1972 – Ture Sventon, privatdetektiv
- 1974 – Promenad i de gamlas land
- 1975 – Fem dagar i Falköping
- 1976 – Långt borta och nära
- 1976 – Polare
- 1977 – Jack
- 1978 – Frihetens murar
- 1986 – Bröderna Mozart
- 1986 – På liv och död
- 1986 – Räven
- 1989 – Gengångare
- 1993 – Macklean (TV-serie)
- 1994 – Good Night Irene
- 1994 – Änkeman Jarl
- 1995 – Gott om pojkar, ont om män?
- 1997 – Flickor, kvinnor – och en och annan drake
- 1997 – Minister på villovägar
- 1997 – Rika barn leka bäst
- 2000 – Moltas Swingsters
- 2003 – Solbacken: Avd. E (TV-serie)
- 2006 – Hem till byn (TV-serie)

## Filmmanus
- 1981 – Liten Ida